# Albert Le Clec'h
Albert-Marie-Nicolas-Maurice Le Clec'h, né le 10 avril 1857 à Douarnenez et mort  à Paris 6e le 12 décembre 1942, est un homme politique français.

## Biographie
Après avoir obtenu son doctorat, Albert Le Clec'h s'inscrit au barreau de Quimper. 
Conseiller municipal de Douarnenez, il est élu en 1893 dans la 2e circonscription de Pontivy comme candidat républicain contre Albert de Mun. Durant ce premier mandat, il s'inscrit au groupe de la gauche démocratique, et devient membre de plusieurs commissions. Il présente trois rapports sur des projets de loi, ainsi qu'un rapport sommaire sur la proposition de loi Michelin, concernant une taxe annuelle sur les décorations étrangères décernées aux personnes non militaires. Sa unique intervention au cours de cette législature a pour sujet un amendement de M. Armez tendant à transférer le canton de Cléguérec de la première circonscription du Morbihan dans la seconde, afin de rétablir l'égalité entre les nombres des habitants de ces deux circonscriptions. Celui-ci n'est pas adopté.
Il est réélu le 8 mai 1898. Durant ce mandat, il n'appartient à aucune commission et n'intervient jamais en séance publique.
Il se présente une troisième fois, mais est battu en 1902 face au baron de Boissieu, catholique libéral. Il ne se représente plus.

## Sources
- « Albert Le Clec'h », dans le Dictionnaire des parlementaires français (1889-1940), sous la direction de Jean Jolly, PUF, 1960 [détail de l’édition]

## En savoir plus